# Chafariz das Malícias (Lajes)
O Chafariz das Malícias (Lajes) é um chafariz português localizado na freguesia das Lajes à Estrada Regional no Município da Praia da Vitória, ilha Terceira, Açores e faz parte do Inventário do Património Histórico e Religioso para o Plano Director Municipal da Praia da Vitória, e remonta ao Século XIX.
Trata-se de um chafariz formado por um paredão de forma rectangular com um tanque encostado à parte anterior e que serve de bebedouro. O Tanque é enquadrado por dois de muros curvos pintados a cal de cor branca.
Foi construído em alvenaria com pedra rebocada e caiada de branco, à excepção do soco, dos cunhais algo apilastrados, da cornija, da bica de água corrente e do tanque que são em cantaria à vista e de cor escura.
Ao centro do chafariz, logo acima da bica de água corrente, existe uma cartela com onde se lâ a inscrição "O. P. / 1879". (Obras Públicas, 1879).
Os muros que fazem o enquadramento do chafariz são rebocados e caiados de cal branca tendo os os remates em cantaria escura e à vista.